# Partitur

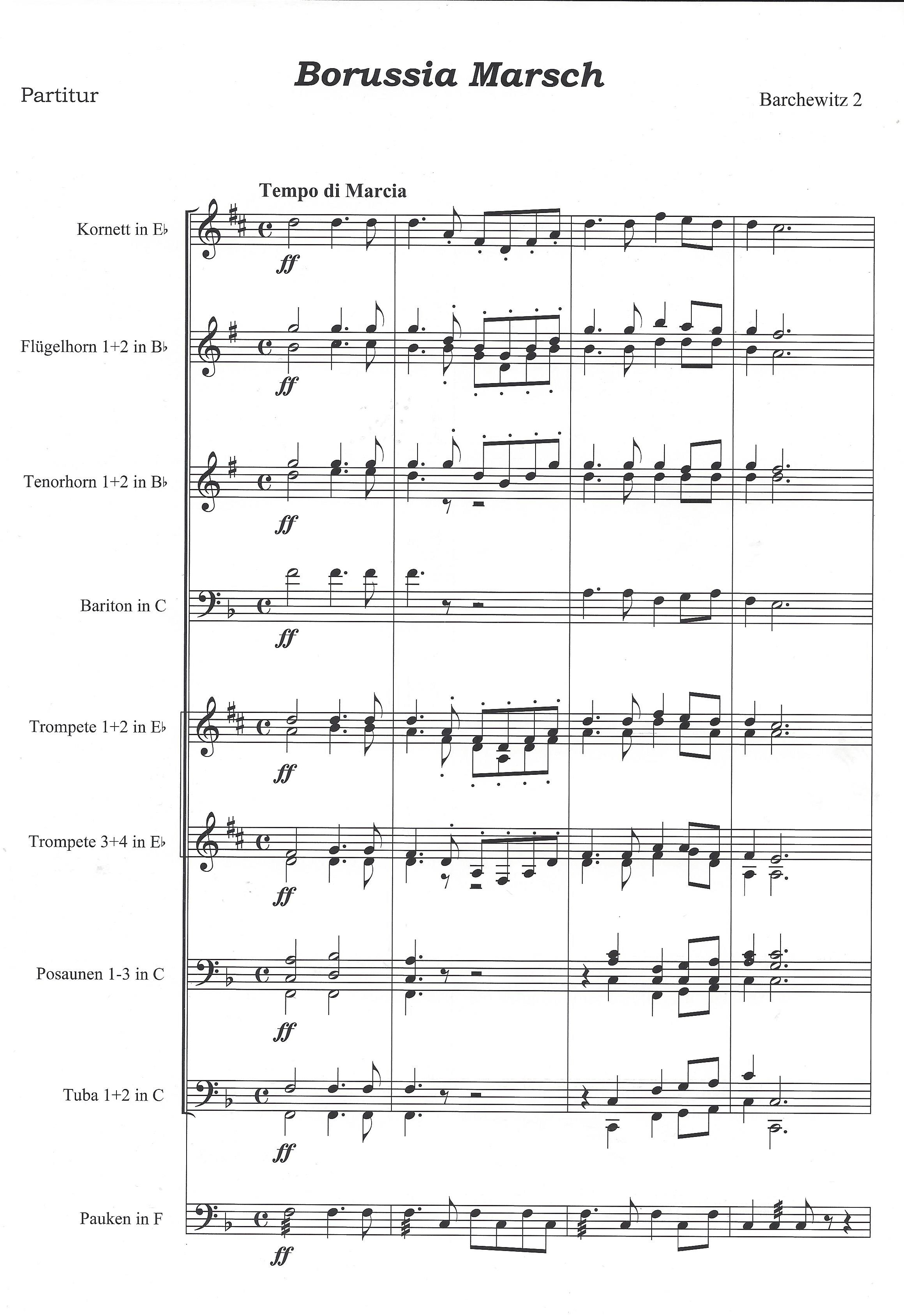
Ett partitur.

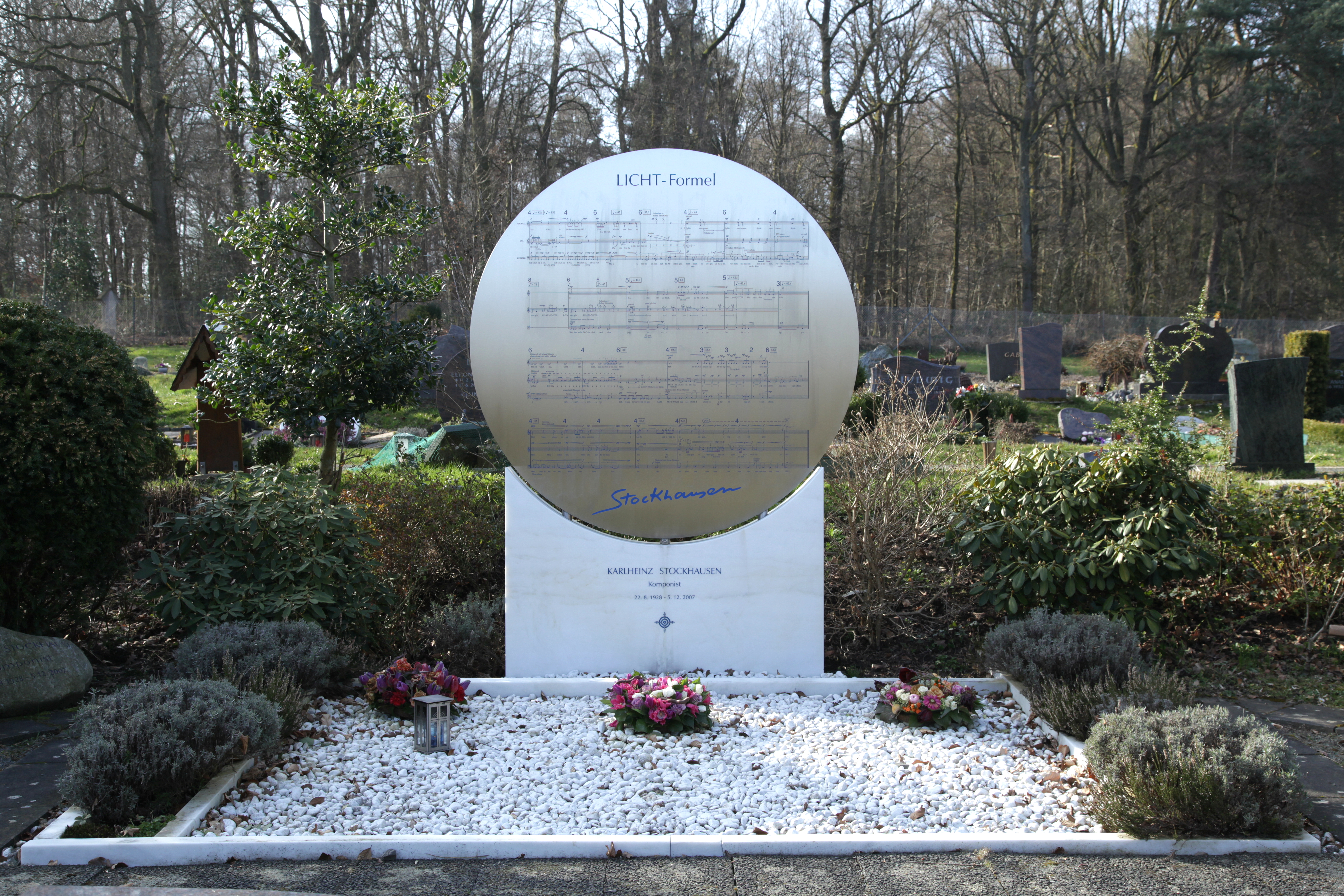
Karlheinz Stockhausens grav med partituret till hans verk Licht.

Ett partitur är ett notblad som innehåller alla stämmor i ett musikaliskt verk, ställda under varandra längs en tidsaxel där instrumentgrupper skiljs ut och hålls samman med hjälp av klamrar. I de fall där två notrader kan avse samma instrument (t. ex. piano eller xylofon) används en  ackolad. Taktstrecken brukar också följa instrumentgrupperna, och går sällan rakt igenom partituret.

## Partiturets omfattning
Ett partitur avser verk för fler än en musiker, exempelvis stråkkvartett-, orkester-, körsats och liknande. I en orkester är det vanligen bara dirigenten som har partitur, musikerna spelar i stället från stämnoter. Stämnoter för körsångare brukar innefatta alla sångstämmor, och ett klaverutdrag.
Instrumentens ordning i partituret varierar beroende på ensembleform. En s.a.s. vanlig uppteckning av en symfoniorkester delas in i fyra sektioner. Uppifrån; träblås, brass, slagverk och stråkar. Dessa underdelas i individuella stämmor, där olika stämmor kan spelas gemensamt av flera musiker. För att spara plats brukar stämmor också skrivas ihop till en notrad, så att exempelvis klarinett 1 och 2 delar på en notrad.

### Symfoniorkester

#### Träblås
- Piccolaflöjt
- Flöjt 1 & 2
- Oboe 1 & 2
- Klarinett 1 & 2
- Fagott 1 & 2

#### Brass
- Valthorn 1 & 3
- Valthorn 2 & 4
- Trumpet  1 & 2
- Trombon 1 & 2
- Bastrombon
- Tuba

#### Slagverk
- Slagverk
- Timpani

#### Stråkar
- Violin 1
- Violin 2
- Viola
- Cello
- Kontrabas

### Transponerande instrument
Transponerade instrument (som noteras i en annan tonart än de klingar) har i regel samma notering i partituret som i den separata stämman, men för överblickens skull frångår man ibland denna princip och noterar samtliga instrument som de klingar; om möjligt använder man endast diskant- och basklav.

### Stämbesättning
Generellt sett spelar en musiker en stämma, men för att stråksektionen skall balansera mot den övriga orkestern brukar den besättas med fler musiker. Här ett exempel:
- Violin 1: 14 (musiker)
- Violin 2: 12
- Viola: 8
- Cello: 8
- Kontrabas: 4

### Modern musik
I modern musik förekommer helt andra partiturtyper, t. ex. av schematiskt slag.